# Reino Börjesson

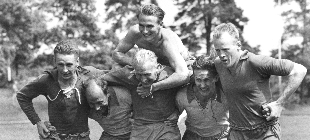
Börjesson (2.v.l.) beim Training mit der Nationalmannschaft mit Hamrin, Gren, Berndtsson, Källgren und Mellberg bei der WM 1958

Reino Börjesson (* 4. Februar 1929 in Partille; † 21. Oktober 2023) war ein schwedischer Fußballspieler. Der Mittelfeldspieler, der als seinerzeitiger Zweitligaspieler für die schwedische Nationalmannschaft an der Weltmeisterschaft 1958 teilnahm und Vize-Weltmeister wurde, ist Sohn Erik Börjessons, der 1908 am ersten Länderspiel der schwedischen Landesauswahl teilnahm.

## Werdegang
Börjesson begann mit dem Fußballspielen bei Jonsereds IF. Anschließend ging er zu IFK Göteborg. Durch gute Leistungen in der Allsvenskan spielte er sich in die schwedische Nationalmannschaft. Bei der 1:3-Niederlage gegen die dänische Nationalmannschaft am 21. Oktober 1951 debütiert er im Nationaljersey.
1953 wechselte Börjesson zu Norrby IF in die zweitklassige Division 1. Mit dem Klub aus Borås schaffte er 1955 den Aufstieg in die Allsvenskan. Durch gute Leistungen spielte er sich erneut in den Kreis der Nationalmannschaft und blieb auch nach dem direkten Wiederabstieg im erweiterten Kader der Landesauswahl. Im Oktober 1957 kam er beim 5:2-Erfolg über die norwegische Nationalelf zu seinem zweiten Länderspieleinsatz. In der Folge konnte er sich in der Auswahlmannschaft halten und wurde in den Kader für die Weltmeisterschaft 1958 berufen.
Beim WM-Turnier saß Börjesson zunächst nur auf der Ersatzbank. Nachdem sich die Mannschaft nach den ersten beiden Gruppenspielen vorzeitig für das Viertelfinale qualifiziert hatte, kam er im abschließenden Gruppenspiel gegen Wales zum Einsatz. Dort konnte er seinen Gegenspieler John Charles aus dem Spiel nehmen und selbst offensiv positiv auffallen. Dadurch erkämpfte er sich einen Stammplatz für die folgenden Spiele. Nachdem im durch harten Einsatz bekannten Halbfinalspiel die deutsche Elf bezwungen worden war, erreichte er mit der Mannschaft das Finale gegen Brasilien. Im Endspiel stand er neben Gunnar Gren, Orvar Bergmark und Agne Simonsson als einer von vier Zweitligaspielern auf dem Platz. Im 2-3-5-System, in dem er den Posten im rechten Mittelfeld besetzte, waren die Nordeuropäer der brasilianischen Auswahl technisch und taktisch unterlegen. Durch eine 2:5-Niederlage wurde Börjesson mit seiner Mannschaft Vize-Weltmeister.
Beim ersten Länderspiel nach der Weltmeisterschaft erzielte Börjesson beim 7:1-Erfolg über die finnische Nationalmannschaft zwei Tore. Bis Jahresende blieb er in der Nationalmannschaft, ehe er nach zehn Länderspielen und zwei Toren seine internationale Laufbahn beendete.
1960 übernahm Börjesson das Traineramt beim seinerzeitigen Zweitligisten Trollhättans IF.
Im Oktober 2023 starb Börjesson im Alter von 94 Jahren.